# Judo aux Jeux africains de 1999
Navigation
Édition précédente Édition suivante
Navigation
Édition précédente Édition suivante
La compétition de Judo aux Jeux africains de 1999 a enregistré  la participation de 21 pays. Elle est remportée par la Tunisie qui devance ses rivaux habituels l'Algérie et l'Égypte. Les épreuves se sont déroulées du 10 au 13 septembre 1999. L'égyptien Bassel El Gharbawi qui avait quelques jours auparavant remporté une médaille d'or aux Jeux panarabes de 1999 a récidivé en  cumulant les titres de sa catégorie et de l'open hommes. De leur côté les Tunisiens Skander Hachicha, Hayet Rouini, Nesria Traki et Saida Dhahri ont été médaillés d'or dans les deux jeux continentaux.
Cette compétition tient également lieu de championnat d'Afrique de judo 1999 car cette dernière compétition a été fusionnée avec les Jeux africains de 1999 à cause des dates trop proches. Les résultats enregistrés comptent à la fois pour les Jeux et le championnat. Cette situation est identique à celle de 2003 et 2007, alors que les deux compétitions sont organisées séparément en 2011 et 2015.

## Tableau des médailles
| Rang  | Nation                           | Or | Argent | Bronze | Total |
| ----- | -------------------------------- | -- | ------ | ------ | ----- |
| 1     | Tunisie                          | 6  | 1      | 3      | 10    |
| 2     | Égypte                           | 4  | 1      | 4      | 9     |
| 3     | Algérie                          | 3  | 2      | 5      | 10    |
| 4     | Cameroun                         | 1  | 2      | 1      | 4     |
| 5     | Nigeria                          | 1  | 1      | 6      | 8     |
| 6     | Gabon                            | 1  | 1      | 0      | 2     |
| 7     | Maurice                          | 0  | 3      | 2      | 5     |
| 8     | Afrique du Sud                   | 0  | 2      | 4      | 6     |
| 9     | Côte d'Ivoire                    | 0  | 1      | 3      | 4     |
| 10    | Sénégal                          | 0  | 1      | 0      | 1     |
| 11    | Zimbabwe                         | 0  | 1      | 0      | 1     |
| 12    | Mali                             | 0  | 0      | 2      | 2     |
| 13    | Madagascar                       | 0  | 0      | 1      | 1     |
| 14    | République démocratique du Congo | 0  | 0      | 1      | 1     |
| 15    | Libye                            | 0  | 0      | 0      | 0     |
| 16=   | République centrafricaine        | 0  | 0      | 0      | 0     |
| 16=   | Zambie                           | 0  | 0      | 0      | 0     |
| 18=   | Burkina Faso                     | 0  | 0      | 0      | 0     |
| 18=   | République du Congo              | 0  | 0      | 0      | 0     |
| 18=   | Kenya                            | 0  | 0      | 0      | 0     |
| 18=   | Seychelles                       | 0  | 0      | 0      | 0     |
| Total | Total                            | 16 | 16     | 32     | 64    |

## Podiums

### Femmes
| Épreuves                          | Or                        | Argent                               | Bronze                                                           |
| --------------------------------- | ------------------------- | ------------------------------------ | ---------------------------------------------------------------- |
| Moins de 48 kg poids super-légers | Hayet Rouini Tunisie      | Dolly Moothoo Maurice                | Tania Tallie Afrique du Sud Lovelyn Orji-Ben Nigeria             |
| Moins de 52 kg poids mi-légers    | Salima Souakri Algérie    | Geneviève Nga Onana Cameroun         | Naina Cecilia Ravaoarisoa Madagascar Ewa Catherine Ekuta Nigeria |
| Moins de 57 kg poids légers       | Françoise Nguele Cameroun | Lynda Mekzine Algérie                | Karima Dhaouadi Tunisie Rose Marie Kouaho Côte d'Ivoire          |
| Moins de 63 kg poids mi-moyens    | Nesria Traki Tunisie      | Sanama Agoume Cameroun               | Henriette Möller Afrique du Sud Yasmin Afifi Égypte              |
| Moins de 70 kg poids moyens       | Saida Dhahri Tunisie      | Sally Buckton Afrique du Sud         | Léa Zahoui Blavo Côte d'Ivoire Chicmah Obodo Nigeria             |
| Moins de 78 kg poids mi-lourds    | Mélanie Engoang Gabon     | Nora Abdelhamid Égypte               | Christy Obekpa Nigeria Chahla Atailia Algérie                    |
| Plus de 78 kg poids lourds        | Heba Hefny Égypte         | Adja Marieme Diop Sénégal            | Marguerite Goualou Yao Côte d'Ivoire Chemabo Awah Cameroun       |
| Open kg Toutes catégories         | Heba Hefny Égypte         | Marguerite Goualou Yao Côte d'Ivoire | Christy Obekpa Nigeria Nesria Traki Tunisie                      |

### Hommes
| Épreuves                          | Or                            | Argent                        | Bronze                                                                   |
| --------------------------------- | ----------------------------- | ----------------------------- | ------------------------------------------------------------------------ |
| Moins de 60 kg poids super-légers | Makrem Ayed Tunisie           | Wouter Van Zyl Afrique du Sud | Ali Atef Égypte Omar Rebahi Algérie                                      |
| Moins de 66 kg poids mi-légers    | Amar Meridja Algérie          | Anis Lounifi Tunisie          | Henry Wessels Afrique du Sud Mariko Bourama Mali                         |
| Moins de 73 kg poids légers       | Hassen Moussa Tunisie         | Suleyman Musa Nigeria         | Haitham El Hossainy Égypte Nourredine Yagoubi Algérie                    |
| Moins de 81 kg poids mi-moyens    | Majemite Omagbaluwaje Nigeria | Patrick Matangi Zimbabwe      | Jean-paul Azie Maurice Brahima Guindo Mali                               |
| Moins de 90 kg poids moyens       | Skander Hachicha Tunisie      | Jean-Claude Raphael Maurice   | Ali Elshrif Égypte Khaled Meddah Algérie                                 |
| Moins de 100 kg poids mi-lourds   | Bassel El Gharbawy Égypte     | Sami Belgroun Algérie         | Sadok Khalgui Tunisie Antonio Felicite Maurice                           |
| Plus de 100 kg poids lourds       | Mohamed Bouaichaoui Algérie   | Steve Nguema Ndong Gabon      | Paul Holder Afrique du Sud Lokofo Ngila République démocratique du Congo |
| Open kg Toutes catégories         | Bassel El Gharbawy Égypte     | Jean-Claude Raphael Maurice   | Majemite Omagbaluwaje Nigeria Sami Belgroun Algérie                      |